# Lixophaga angusta
Lixophaga angusta là một loài ruồi trong họ Tachinidae.